# Мадагаскарский сорокопутовый личинкоед
Мадагаскарский сорокопутовый личинкоед (лат. Ceblepyris cinereus) — вид воробьиных птиц из семейства личинкоедовых (Campephagidae). Выделяют два подвида. Эндемик Мадагаскара.

## Описание
Мадагаскарский сорокопутовый личинкоед достигает длины 22—24 см и массы от 35 до 55 г. У взрослых самцов номинативного подвида вся голова и шея чёрные. Верхняя часть тела, включая кроющие перья крыльев и третьестепенные маховые перья, однородного тёмно-серого цвета. Крылышко, первостепенные кроющие перья крыльев, первостепенные и второстепенные маховые перья чёрные, с серой каймой. Хвост серый, пара наружных рулевых перьев черноватые с белыми кончиками. Нижняя часть тела (включая испод крыльев) бледно-серая, грудь немого светлее. Радужная оболочка тёмно-красновато-коричневая; клюв и ноги чёрные. От сородичей из материковой Африки их легко отличить по сочетанию чёрного капюшона, серой верхней части тела и бледно-серой (не белой) нижней части тела. У взрослых самок серые голова и шея, а верхняя часть тела светлее, чем у самцов. Молодые особи похожи на самок, но верхние кроющие перья крыльев окрашены в светло-коричневый цвет. Окраска подвида C. c. pallidus в целом бледнее, чем у номинанта, у самцов капюшон серого цвета, отделенный беловатым участком от бледно-серой нижней части тела, нижние кроющие перья хвоста белого цвета.

## Распространение и места обитания
Мадагаскарский сорокопутовый личинкоед является эндемиком Мадагаскара. Выделяют два подвида:
- Ceblepyris cinereus cinereus  (Müller, 1776) — север и восток Мадагаскара;
- Ceblepyris cinereus pallidus  (Delacour, 1931) — запад и юг Мадагаскара.

Естественными местами обитания являются влажные вечнозеленые леса, сухие леса, галерейные леса, опушки леса, вторичные леса, кустарники и мангровые заросли. Встречается на высоте от уровня моря до 2300 м над уровнем моря.

## Биология
Мадагаскарский сорокопутовый личинкоед обычно добывает пищу в кронах деревьев, иногда на средних уровнях, обшаривая листву и ветви, но иногда поднимается в воздух и ловит добычу в полёте, например термитов. Часто ударяет добычу о присаду, прежде чем проглотить. В состав рациона входят разнообразные беспозвоночные, такие как жуки (Coleoptera), чешуекрылые и их личинки, прямокрылые, равнокрылые, цикады (Cicadidae), богомолы (Mantidae), термиты, пауки (Arachnida), губоногие (Chilopoda), многоножки (Myriapoda). Часто одна—три особи сопровождают стаи, состоящие из представителей разных видов, в том числе крупных ванговых, мелких эрессов (Neomixis), ньютоний (Newtonia) и мадагаскарской белоглазки (Zosterops maderaspatanus).
Сезон размножения продолжается с ноября по март. Моногамные и территориальные птицы, защищают территорию круглый год. Гнездо неглубокое, чашеобразной формы, сооружается в основном из мха и лишайников, и обычно располагается на горизонтальной ветке на высоте 12,5—17 м над землей. В кладке 1—2 белых или розовато-белых яйца, с неравномерно разбросанными красными, красновато-коричневыми или сиренево-серыми крапинками, размером 27,4—29,2 мм x 18—18,9 мм. Обе родительские птицы участвуют в насиживании кладки, уходе и кормлении птенцов. Птенцы оперяются примерно через 24 дней, но остаются зависимыми от родителей ещё как минимум 11 дней.